# Hormathophylla pyrenaica
Hormathophylla pyrenaica är en korsblommig växtart som först beskrevs av Philippe Picot de Lapeyrouse, och fick sitt nu gällande namn av James Cullen och Theodore `Ted' Robert Dudley. Hormathophylla pyrenaica ingår i släktet Hormathophylla och familjen korsblommiga växter. IUCN kategoriserar arten globalt som sårbar. Inga underarter finns listade i Catalogue of Life.